# Acacia decurrens
Acacia decurrens es una especie de  árbol perenne o arbusto nativo de las Grandes Montañas Azules, que es un área protegida mundial en las Montañas azules de Nueva Gales del Sur, Australia. También se encuentra en África, América, Europa, Nueva Zelanda, en la zona del océano Pacífico, en las riberas del océano Índico y Japón.

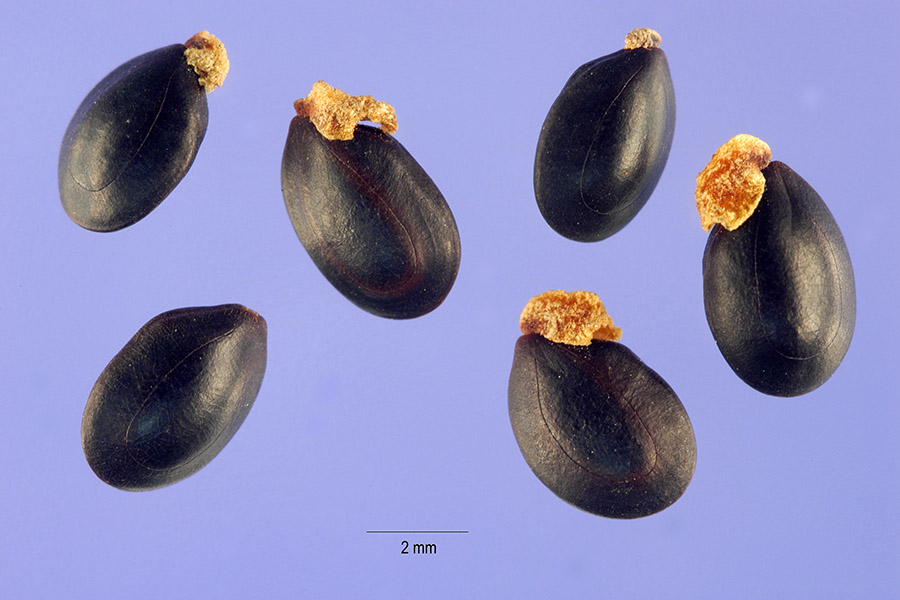
Acacia decurrens (J.C.Wendl.) Willd. - semillas

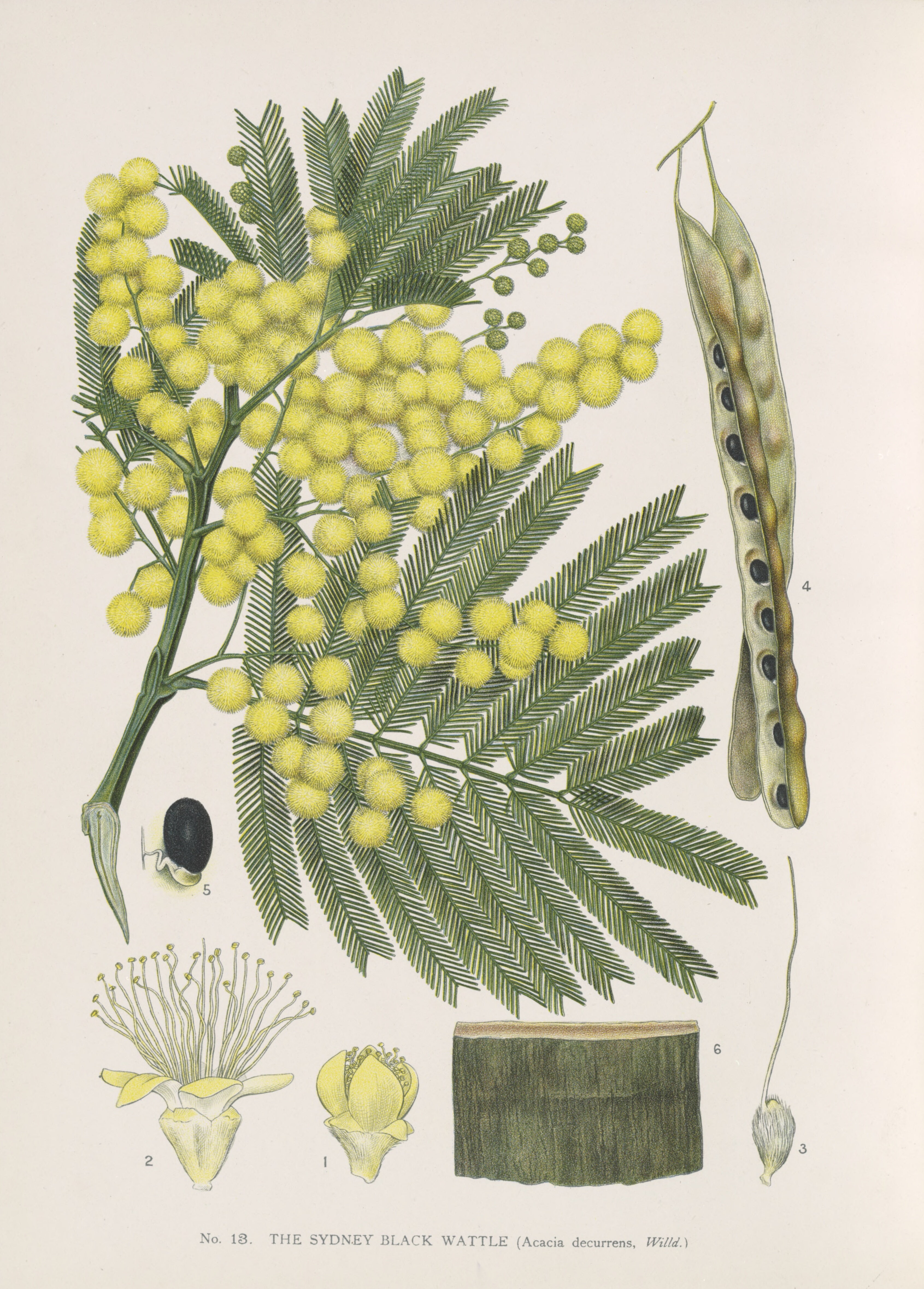
Ilustración

## Descripción
Planta que alcanza una altura de 8-10 m, con las ramas finamente aterciopeladas.
Hojas adultas ramificadas y compuestas de numerosos folíolos (en general entre 30-40 pares), brillantes, separadas, abiertas y planas durante el día, replegadas y cerradas por la noche.
Flores pequeñas. con los estambres libres de color amarillo vivo, bastante perfumadas y reunidas en cabezuelas subesféricas.

## Toxicidad
Las especies del género Acacia pueden contener derivados de la dimetiltriptamina y glucósidos cianogénicos en las hojas, las semillas y la corteza, cuya ingestión puede suponer un riesgo para la salud.

## Usos
Su uso incluye productos químicos, manejo ambiental y malezas. Las flores son comestibles y se utilizan en frituras. Una goma comestible rezuma del tronco del árbol y puede ser utilizada como un sustituto de menor calidad de la goma arábiga, por ejemplo en la producción de la jalea de fruta. La corteza contiene aproximadamente 37-40% de tanino. Las flores se utilizan para producir amarillo colorante y las vainas de las semillas se utilizan para producir colorante verde.  Un compuesto químico orgánico llamado Kaempferol es lo que le da a las flores de Acacia decurrens su color.

## Taxonomía
Acacia decurrens fue descrita por (J.C.Wendl.) Willd.  y publicado en Species Plantarum. Editio quarta 4(2): 1072. 1806.
Etimología
Ver: Acacia: Etimología
decurrens: epíteto latino que significa "ir hacia abajo".
Variedades
- Acacia decurrens var. normalis (Benth.) Maiden

Sinonimia
- Acacia adenophora Spreng. 1826
- Acacia angulata Desv.
- Acacia decurrens Willd. var. angulata (Desv.) Benth.
- Acacia decurrens  Willd. var. pauciglandulosa F.Muell. ex Benth. 1864
- Acacia lutea
- Acacia moniliformis
- Acacia molissima Willd. var. angulata (Desv.)Walp.
- Mimosa angulata (Desv.) Poir.
- Mimosa decurrens Donn
- Mimosa decurrens J.C.Wendl. 1798
- Racosperma decurrens (Willd.) Pedley[6] 1987
- Vachellia lutea  (enlace roto disponible en Internet Archive; véase el historial, la primera versión y la última).[7]